# 김성곤 (프로게이머)
김성곤(1985년 7월 4일 ~ )은 대한민국의 전직 스타크래프트, 스타크래프트 II 프로게이머이다. Gon이라는 아이디를 사용하며, 종족은 저그이다.

## 개요

#### 스타크래프트
2005년 하반기 드래프트에서 Plus(현 화승 OZ)의 3차 지명으로 입단하였다. 입단 후 주로 팀플레이에서만 활약했다.
2008년 6월 공식적으로 은퇴를 발표하였다.

#### 스타크래프트 II
2010년 현재 oGs팀에 합류하여 스타크래프트 II 게이머겸 팀의 코치로 활동하였다.
2011년 하반기, 육군 현역으로 입대하여, 2013년에 제대했다.

## 수상 경력

#### 스타크래프트
- 2005년 재9회 커리지매치 입상

#### 스타크래프트 II
- 2010년 소니 에릭슨 스타크래프트 II OPEN Season 2 32강